# Otto Ernst
Pour les articles homonymes, voir Ernst.
Otto Ernst Schmidt (appelé Otto Ernst) né le 7 octobre 1862 à Hambourg et mort le 5 mars 1926 à Hambourg est un poète, auteur dramatique et romancier allemand.

## Œuvres

### Romans
- Stimmen des Mittags – Neue Dichtungen
- Asmus Sempers Jugendland
- Appelschnut
- Semper der Jüngling
- Semper der Mann. Eine Künstler- und Kämpfergeschichte
- August Gutbier und die sieben Weisen im Franziskanerbräu
- Siebzig Gedichte
- Hamborger Schippergeschichten
- Gewittersegen; Ein Kriegsbuch
- Sankt Yorick's Glockenspiel
- Frieden und Freude
- Hermannsland. Ein Roman aus der Kindheit des Jahrhunderts.
- Luzi oder Morgenstunden einer Menschenseele

### Pamphlets humoristiques
- Ein frohes Farbenspiel
- Vom geruhigen Leben. Humoristische Plaudereien über Gross- und Kleine Kinder. Verlag L. Staackmann, Leipzig 1906
- Laßt Sonne herein!
- Vom grüngoldnen Baum
- Vom Strande des Lebens. Novellen und Skizzen. Philipp Reclam jun., Leipzig 1908
- Blühender Lorbeer. Plaudereien und Andachten über deutsche Dichter. Verlag L. Staackmann, Leipzig 1910
- Gesund und frohen Mutes. Eine Auswahl aus den Werken von Otto Ernst. Verlag L. Staackmann, Leipzig 1910
- Aus meinem Sommergarten. Humoristische Plaudereien. Verlag L. Staackmann, Leipzig 1913
- Das Glück ist immer da! Heitere Geschichten und Plaudereien. Ullstein & Co., Berlin/Wien o. J. (Ullstein-Bücher)

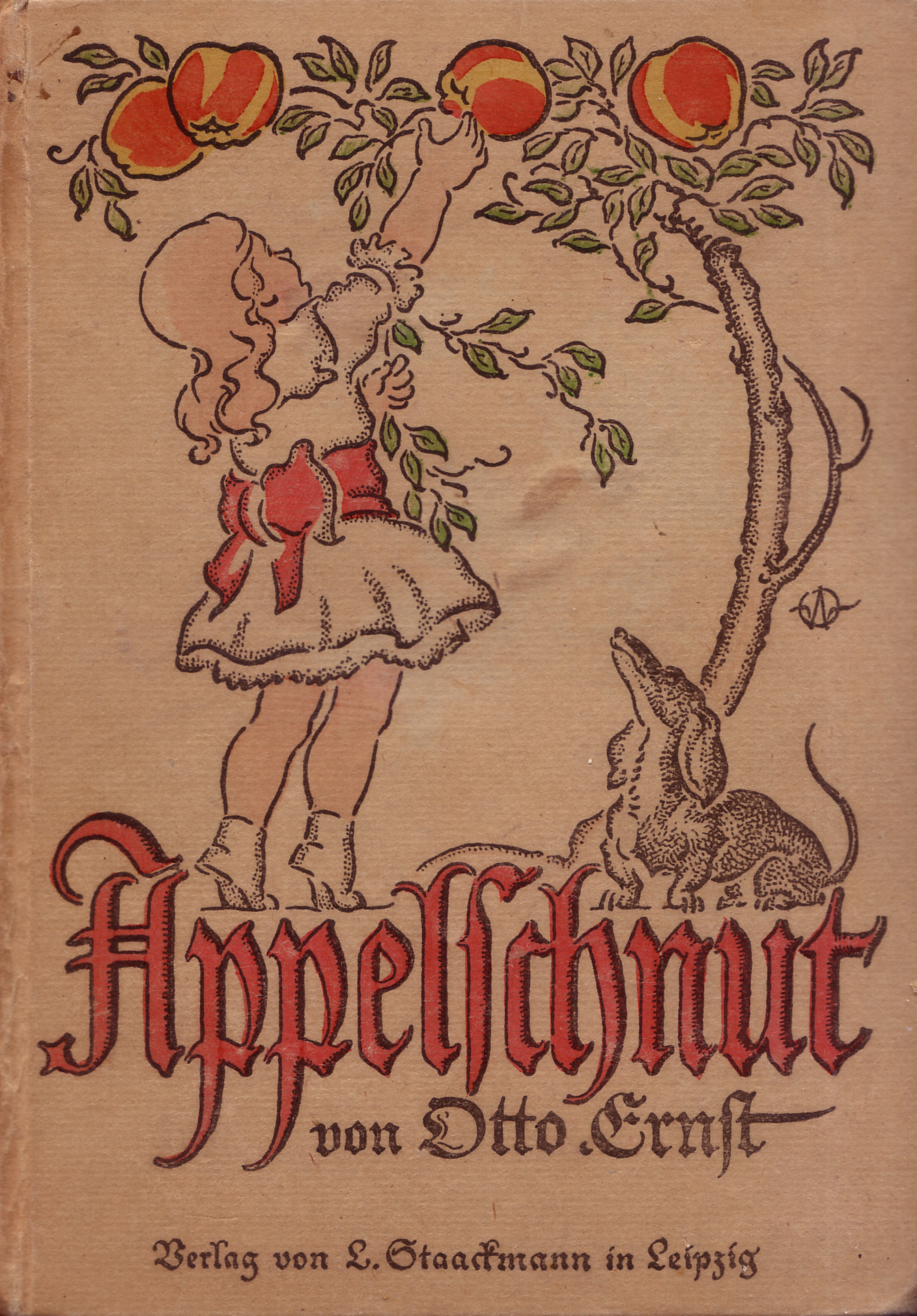
Couverture de son roman Appelschnut publié en 1907

### Pièces de théâtre
- Bannermann
- Flachsmann als Erzieher
- Jugend von heute
- Ortrun und Ilsebill